# Liderzy Białoruskiej Socjalistycznej Republiki Radzieckiej

## Głowa państwa
- tymczasowo

| #                                                                         | Imię i nazwisko                    | Portret | Kadencja          | Kadencja             | Partia polityczna | Partia polityczna |
| #                                                                         | Imię i nazwisko                    | Portret | Od                | Do                   | Partia polityczna | Partia polityczna |
| ------------------------------------------------------------------------- | ---------------------------------- | ------- | ----------------- | -------------------- | ----------------- | ----------------- |
| Przewodniczący Tymczasowego Rewolucyjnego Rządu Robotniczo-Włościańskiego |                                    |         |                   |                      |                   |                   |
| 1                                                                         | Zmicier Żyłunowicz (1887–1937)     |         | 1 stycznia 1919   | 4 lutego 1919        |                   | KP(b)B            |
| Przewodniczący Centralnego Komitetu Wykonawczego                          |                                    |         |                   |                      |                   |                   |
| 2                                                                         | Aleksandr Miasnikian (1886–1925)   |         | 4 lutego 1919     | 27 lutego 1919       |                   | KP(b)B            |
| Litewsko-Białoruska Republika Rad                                         |                                    |         |                   |                      |                   |                   |
| Przewodniczący Centralnego Komitetu Wykonawczego                          |                                    |         |                   |                      |                   |                   |
| 3                                                                         | Alaksandr Czarwiakou (1892–1937)   |         | 1 sierpnia 1920   | 16 czerwca 1937      |                   | KP(b)B            |
| 4                                                                         | Michaił Stakun (1893–1943)         |         | 7 lipca 1937      | 26 października 1937 |                   | KP(b)B            |
| 5                                                                         | Nikifor Natalewicz (1900–1964)     |         | 2 listopada 1937  | 25 lipca 1938        |                   | KP(b)B            |
| Przewodniczący Rady Najwyższej                                            |                                    |         |                   |                      |                   |                   |
| 6                                                                         | Nadzieja Hrekawa (1910–2001)       |         | 25 lipca 1938     | 27 lipca 1938        |                   | KP(b)B            |
| Przewodniczący Prezydium Rady Najwyższej                                  |                                    |         |                   |                      |                   |                   |
| (5)                                                                       | Nikifor Natalewicz (1900–1964)     |         | 27 lipca 1938     | 17 marca 1948        |                   | KP(b)B            |
| 7                                                                         | Wasil Kazłou (1903–1967)           |         | 17 marca 1948     | 2 grudnia 1967       |                   | KPB               |
| -                                                                         | Fiodar Surhanau (1911–1976)        |         | 2 grudnia 1967    | 22 stycznia 1968     |                   | KPB               |
| 8                                                                         | Sergiusz Prytycki (1913–1971)      |         | 22 stycznia 1968  | 13 czerwca 1971      |                   | KPB               |
| -                                                                         | Fiodar Surhanau (1911–1976)        |         | 13 czerwca 1971   | 16 czerwca 1971      |                   | KPB               |
| 9                                                                         | Fiodar Surhanau (1911–1976)        |         | 16 czerwca 1971   | 27 grudnia 1976      |                   | KPB               |
| -                                                                         | Uładzimir Łobanok (1907–1984)      |         | 27 grudnia 1976   | 28 lutego 1977       |                   | KPB               |
| 10                                                                        | Iwan Palakou (1914–2004)           |         | 28 lutego 1977    | 29 listopada 1985    |                   | KPB               |
| 11                                                                        | Hieorhij Taraziewicz (1937–2003)   |         | 29 listopada 1985 | 28 lipca 1989        |                   | KPB               |
| 12                                                                        | Mikałaj Dziemianciej (1930–2018)   |         | 28 lipca 1989     | 18 maja 1990         |                   | KPB               |
| Przewodniczący Rady Najwyższej                                            |                                    |         |                   |                      |                   |                   |
| (12)                                                                      | Mikałaj Dziemianciej (1930–2018)   |         | 18 maja 1990      | 25 sierpnia 1990     |                   | KPB               |
| -                                                                         | Stanisłau Szuszkiewicz (1934–2022) |         | 25 sierpnia 1990  | 18 września 1991     |                   | KPB               |

## Pierwsi Sekretarze Komunistycznej Partii Białorusi
- tymczasowo

| Sekretarz wykonawczy |                                           |  |                      |                      |
| 1                    | Wilhelm Knorinsz (1890–1938)              |  | 10 maja 1921         | 11 maja 1922         |
| 2                    | Wacław Bogucki (1884–1937)                |  | 11 maja 1922         | 12 lutego 1924       |
| 3                    | Alaksandr Asatkin-Władimirski (1885–1937) |  | 12 lutego 1924       | 29 września 1924     |
| 4                    | Alaksandr Krynicki (1894–1937)            |  | 29 września 1924     | 12 grudnia 1925      |
| Pierwszy sekretarz   |                                           |  |                      |                      |
| (4)                  | Alaksandr Krynicki (1894–1937)            |  | 12 grudnia 1925      | 5 maja 1927          |
| (1)                  | Wilhelm Knorinsz (1890–1938)              |  | 5 maja 1927          | 1 grudnia 1928       |
| 5                    | Jan Gamarnik (1894–1937)                  |  | 1 grudnia 1928       | 5 listopada 1929     |
| -                    | Iwan Wasiliewicz (1894–1937)              |  | 5 listopada 1929     | 8 stycznia 1930      |
| 6                    | Konstantin Gej (1896–1939)                |  | 8 stycznia 1930      | 23 stycznia 1932     |
| 7                    | Nikołaj Gikało (1897–1938)                |  | 23 stycznia 1932     | 18 marca 1937        |
| 8                    | Wasil Szaranhowicz (1897–1938)            |  | 18 marca 1937        | 29 lipca 1937        |
| -                    | Jakow Jakowlew (1896–1938)                |  | 29 lipca 1937        | 11 sierpnia 1937     |
| 9                    | Aleksiej Wołkow (1889–1942)               |  | 11 sierpnia 1937     | 19 czerwca 1938      |
| 10                   | Pantielejmon Ponomarienko (1902–1984)     |  | 19 czerwca 1938      | 7 marca 1947         |
| 11                   | Nikołaj Gusarow (1905–1985)               |  | 7 marca 1947         | 3 czerwca 1950       |
| 12                   | Nikołaj Patoliczew (1908–1989)            |  | 3 czerwca 1950       | 28 lipca 1956        |
| 13                   | Kiryła Mazurau (1914–1989)                |  | 28 lipca 1956        | 30 marca 1965        |
| 14                   | Piotr Maszerau (1918–1980)                |  | 30 marca 1965        | 4 października 1980  |
| -                    | Władimir Browikow (1931–1992)             |  | 4 października 1980  | 16 października 1980 |
| 15                   | Cichan Kisialou (1917–1983)               |  | 16 października 1980 | 11 stycznia 1983     |
| -                    | Władimir Browikow (1931–1992)             |  | 11 stycznia 1983     | 13 stycznia 1983     |
| 16                   | Mikałaj Sluńkou (1929–2022)               |  | 13 stycznia 1983     | 6 lutego 1987        |
| 17                   | Jafrem Sakałou (1926–2022)                |  | 6 lutego 1987        | 30 listopada 1990    |
| 18                   | Anatolij Małafiejeu (1933–2022)           |  | 30 listopada 1990    | 23 sierpnia 1991     |

## Szefowie Rządu
| #                                                                         | Imię i Nazwisko                       | Portret | Kadencja         | Kadencja         | Partia polityczna | Partia polityczna |
| #                                                                         | Imię i Nazwisko                       | Portret | Od               | Do               | Partia polityczna | Partia polityczna |
| ------------------------------------------------------------------------- | ------------------------------------- | ------- | ---------------- | ---------------- | ----------------- | ----------------- |
| Przewodniczący Tymczasowego Rewolucyjnego Rządu Robotniczo-Włościańskiego |                                       |         |                  |                  |                   |                   |
| 1                                                                         | Źmicier Żyłunowicz (1887–1937)        |         | 1 stycznia 1919  | 4 lutego 1919    |                   | KP(b)B            |
| Przewodniczący Centralnego Komitetu Wykonawczego                          |                                       |         |                  |                  |                   |                   |
| 2                                                                         | Alaksandr Miasnikou (1886–1925)       |         | 4 lutego 1919    | 27 lutego 1919   |                   | KP(b)B            |
| Litewsko-Białoruska Republika Rad                                         |                                       |         |                  |                  |                   |                   |
| Przewodniczący Wojenno-Rewolucyjnego Komitetu                             |                                       |         |                  |                  |                   |                   |
| 3                                                                         | Alaksandr Czarwiakou (1892–1937)      |         | 1 sierpnia 1920  | 18 grudnia 1920  |                   | KP(b)B            |
| Przewodniczący Rady Komisarzy Ludowych                                    |                                       |         |                  |                  |                   |                   |
| 4                                                                         | Alaksandr Czarwiakou (1892–1937)      |         | 18 grudnia 1920  | 17 marca 1924    |                   | KP(b)B            |
| 5                                                                         | Jazep Adamowicz (1897–1937)           |         | 17 marca 1924    | 7 maja 1927      |                   | KP(b)B            |
| 6                                                                         | Mikałaj Haładzied (1894–1937)         |         | 7 maja 1927      | 30 maja 1937     |                   | KP(b)B            |
| 7                                                                         | Daniił Wałkowicz (1900–1937)          |         | 30 maja 1937     | 8 września 1937  |                   | KP(b)B            |
| 8                                                                         | Apanas Kawalou (1908–1993)            |         | 10 września 1937 | 28 lipca 1938    |                   | KP(b)B            |
| 9                                                                         | Kuźma Kisialou (1903–1977)            |         | 28 lipca 1938    | 28 czerwca 1940  |                   | KP(b)B            |
| 10                                                                        | Iwan Bylinski (1903–1976)             |         | 28 czerwca 1940  | 7 lutego 1944    |                   | KP(b)B            |
| 11                                                                        | Pantielejmon Ponomarienko (1902–1984) |         | 7 lutego 1944    | 15 marca 1948    |                   | KP(b)B            |
| Przewodniczący Rady Ministrów                                             |                                       |         |                  |                  |                   |                   |
| 12                                                                        | Alaksiej Klaszczou (1905–1968)        |         | 15 marca 1948    | 25 czerwca 1953  |                   | KPB               |
| 13                                                                        | Kiryła Mazurau (1914–1989)            |         | 25 czerwca 1953  | 28 lipca 1956    |                   | KPB               |
| 14                                                                        | Mikałaj Auchimowicz (1907–1996)       |         | 28 lipca 1956    | 9 kwietnia 1959  |                   | KPB               |
| 15                                                                        | Cichan Kisialou (1917–1983)           |         | 9 kwietnia 1959  | 11 grudnia 1978  |                   | KPB               |
| 16                                                                        | Alaksandr Aksionau (1924–2009)        |         | 11 grudnia 1978  | 8 lipca 1983     |                   | KPB               |
| 17                                                                        | Uładzimir Browikau (1931–1992)        |         | 8 lipca 1983     | 10 stycznia 1986 |                   | KPB               |
| 18                                                                        | Michaił Kawalou (1925–2007)           |         | 10 stycznia 1986 | 7 kwietnia 1990  |                   | KPB               |
| 19                                                                        | Wiaczasłau Kiebicz (ur. 1936)         |         | 7 kwietnia 1990  | 19 września 1991 |                   | KPB               |